# Ulcer peptic
Ulcerul peptic (în franceză ulcere peptique; în engleză marginal ulcer, anastomotic ulcer), numit și ulcer peptic postoperator, ulcer anastomotic este un ulcer gastroduodenal postoperator recidivant care survine într-o perioadă de timp variabilă după o intervenție chirurgicală pe stomac sau duoden (gastroenterostomie, gastroduodenostomie, gastrojejunostomie sau gastrectomie), practicată de obicei pentru înlăturarea chirurgicală a unui ulcerul gastric sau duodenal existent. Ulcerul peptic se localizează pe gura de anastomoză sau în vecinătatea acesteia, la nivelul stomacului, duodenului sau a esofagului. În terminologia engleză termenul peptic ulcer desemnează toate ulcerele gastroduodenoesofagiene (ulcerele gastric și duodenal, ulcerul esofagian și ulcerul peptic postoperator).